# Yeimar López
Yeimar López Gomez (Granma, 28 augustus 1982) is een Cubaanse middellangeafstandsloper, die zich eerst toelegde op de 400 m, maar tegenwoordig voornamelijk uitkomt op de 800 m.

## Loopbaan
Op de Olympische Spelen van 2004 in Athene sneuvelde hij in de halve finale van de 400 m met een tijd 45,52, nadat hij eerder 45,44 had gelopen in de voorrondes. Op de Ibero-Amerikaanse kampioenschappen in Huelva dat jaar won hij een zilveren medaille in 45,21. In 2005 won hij de Centraal-Amerikaanse en Caribische kampioenschappen op de 800 m. Met een tijd van 1.47,64 finishte hij voor Sherridan Kirk (zilver) en Moise Joseph (brons).
Op 25 juni 2008 liep hij zich flink in de kijker door de 800 m bij de "Reunión Ciudad de Jerez, Gran Premio de Andalucía" de 800 m te lopen in 1.43,07. Hiermee versloeg hij de Zuid-Afrikaanse regerend olympisch kampioen en zilverenmedaillewinnaar op het WK indoor Mbulaeni Mulaudzi, die in 1.43,16 als tweede over de meet kwam.
Eerder die maand won hij een gouden medaille bij de Ibero-Amerikaanse kampioenschappen op de 4 x 400 m estafette. Op 14 juli 2008 won hij de 800 m in 1.44,07 bij de IAAF Grand Prix in Athene.
Hij is de tweelingbroer van de sprintster Ana López. Haar tweelingzus kwam op de Spelen van Athene uit op de 4 x 100 m estafette.

## Titels
- Centraal-Amerikaans en Caribisch kampioen 800 m - 2005
- Ibero-Amerikaans kampioen 800 m - 2007
- Cubaans kampioen 400 m - 2003, 2006
- Cubaans kampioen 800 m - 2002, 2005

## Persoonlijke records
| Onderdeel | Prestatie | Datum            | Plaats               |
| --------- | --------- | ---------------- | -------------------- |
| 400 m     | 45,11 s   | 24 augustus 2003 | Parijs               |
| 800 m     | 1.43,07   | 24 juni 2008     | Jerez de la Frontera |

## Palmares

### 400 m
- 2003:  Pan-Amerikaanse Spelen - 45,13 s
- 2004:  Ibero-Amerikaanse kampioenschappen - 45,21 s

### 800 m
Diamond League-podiumplekken
- 2014:  Meeting Areva – 1.43,71